# Nicodemos
Nicodemos (em grego:  Νικόδημος,  "conquistador do povo"; de νίκη e δῆμος) foi um fariseu e contemporâneo de Jesus Cristo. 
Defendeu Cristo perante o Sinédrio e sepultou-o. Atribuem-lhe um evangelho apócrifo, outrora chamado de Atos de Pilatos.

## Biografia

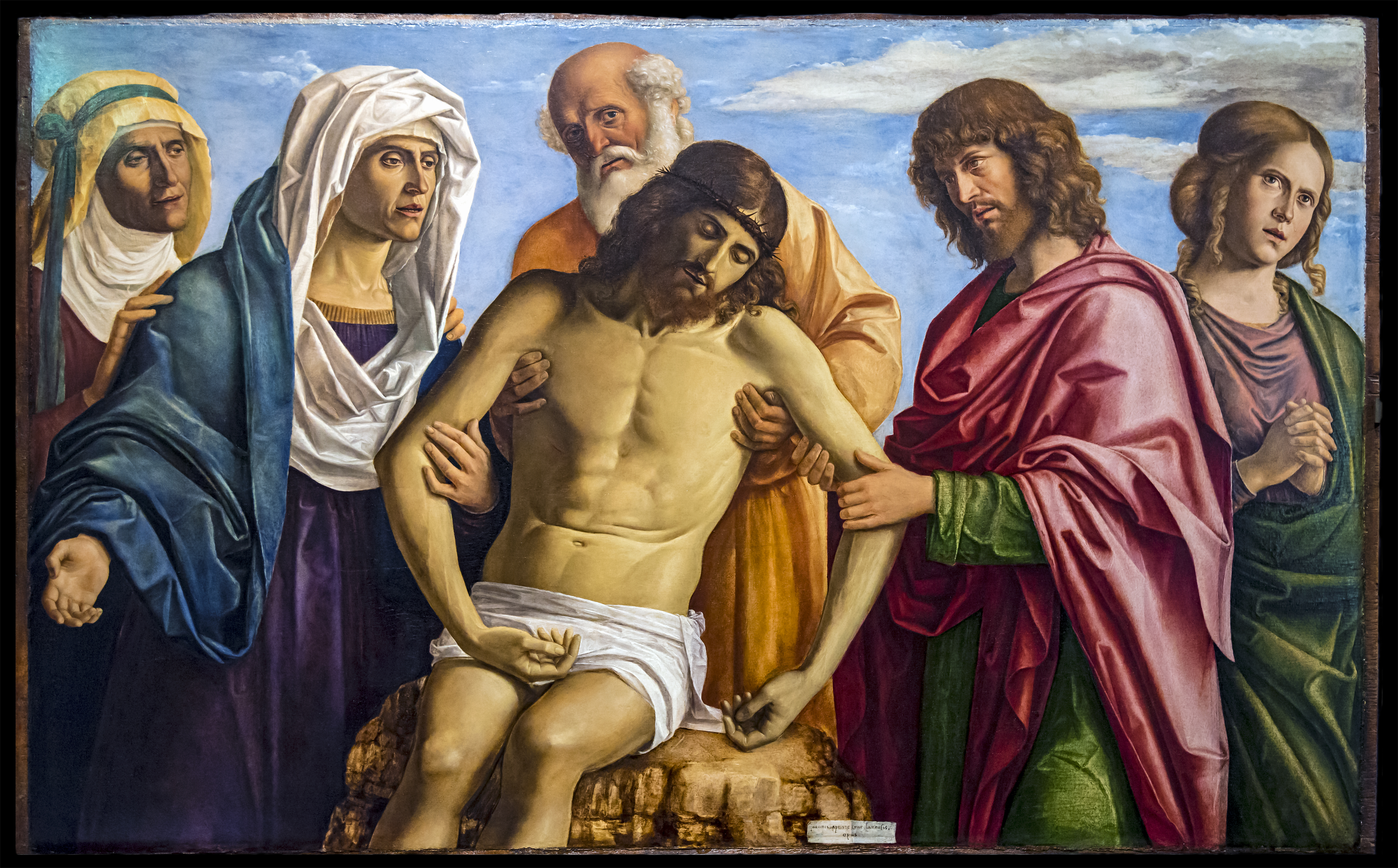
Cena da Pietà com Nicodemos, João, o Evangelista e as Marias (c. 1490) por Cima da Conegliano, obra colecionada na Accademia de Veneza

Nicodemos foi um fariseu, membro do Sinédrio, mestre da Lei, que, conforme o Evangelho segundo João, mostrou-se favorável a Jesus. Ele aparece três vezes nesse evangelho: na primeira, visita Jesus uma noite para ouvir seus ensinamentos (João 3:1–21); na segunda, afirma a lei relativa à detenção de Jesus durante a Festa dos Tabernáculos (João 7:45–51); e na terceira, após a crucificação, ajuda José de Arimatéia na preparação do cadáver de Jesus para o enterro (João 19:39–42).  
O debate com Jesus é a fonte comum de várias manifestações do cristianismo contemporâneo, especificamente a frase descritiva do "nascer de novo", utilizada para descrever a experiência de crer em Jesus como o Salvador, e o versículo "Porque Deus tanto amou o mundo que deu o seu Filho Unigênito, para que todo o que nele crer não pereça, mas tenha a vida eterna." (João 3:16), frequentemente citado para descrever o plano de Deus a respeito da salvação.
A salvação descrita parece completa, pois não há nada que, surgindo depois, venha a lhe completar a forma; e parece que o re-nascer também seja desta natureza, pois ele é um todo, se encontrando como um prolongamento á morte (João 16:27–28).
O livro apócrifo Evangelho de Nicodemos foi provavelmente produzido entre os séculos II a V, e é, em grande parte, uma narrativa dos Atos de Pilatos.
Embora não haja nenhuma fonte de informação clara sobre Nicodemos fora do Evangelho segundo João, muitos historiadores identificam-no com  Nicodemos Ben Gurion, mencionado no Talmude como um homem rico, figura respeitada, generosa e popular, com a reputação de ter tido poder milagroso.
A tradição cristã também afirma que foi martirizado no primeiro século.[carece de fontes?]

## Ligações Externas
- Jewish Encyclopedia: Nicodemus
- "São Nicodemos",